# Kalinovo
Kalinovo és un poble i municipi d'Eslovàquia que es troba a la regió de Banská Bystrica.

## Història
La primera menció escrita de la vila es remunta al 1279.

## Demografia
| Godina             | 1994 | 2004   | 2014   | 2024   |
| ------------------ | ---- | ------ | ------ | ------ |
| Nombre de persones | 2288 | 2319   | 2188   | 2253   |
| Diferència         |      | +1,35% | −5,64% | +2,97% |

| Godina             | 2023 | 2024   |
| ------------------ | ---- | ------ |
| Nombre de persones | 2233 | 2253   |
| Diferència         |      | +0,89% |